# Blepisanis atricollis
Blepisanis atricollis är en skalbaggsart som först beskrevs av Stefan von Breuning 1954.  Blepisanis atricollis ingår i släktet Blepisanis och familjen långhorningar. Inga underarter finns listade.